# Крампна
Крампна (пол. Krempna) або Кремпна — лемківське село в Польщі, у гміні Кремпна Ясельського повіту Підкарпатського воєводства. Адміністративний центр гміни.
Населення — 533 особи (2011).

## Походження назви
Назва села походить, ймовірно, від слова «крам». Воно було розташоване уздовж торговельного шляху на Бардіїв, і купці часто розкладалися тут із своїм крамом. Поодинокі польські дослідники виводять назву від незрозумілого слова «krępy».

## Історія села
Крампна одне з найстаріших сіл в околиці верхів'я Вислоки. У написі над церковними дверима вказано, що 1507 року тут стояла церква, яка не збереглася, і невідомо, чи це була перша церква, а чи, можливо, друга.
Згідно з народними переказами, перші поселенці збудували свої садиби поблизу ще неіснуючого тоді села Жидівське. Але згодом з причини частих збійницьких нападів і сильних вітрів, вони переселились нижче, туди, де тепер стоїть церква.
Засновником села, за польськими джерелами, ймовірно був Микола Стадницький, який помер бл. 1510 року. Згадка про існування тут у 1507 році церкви може бути доказом, що село виникло у другій половині XV ст.
У 1510 році село стало власністю сяноцького каштеляна Андрія Стадницького. Після його смерті у 1554 році його сини Марко і Микола поділили між собою власність батька. 
Згадується в податковому реєстрі 1581 року як село Миколая Стадницького у Бецькому повіті, було парохіяльним, були 11 волоських півгосподарств, 1 загородник без ріллі, 1 коморники без тяглової худоби і «піп руський».
У 1650 році тут була велика повінь на річці Віслока. Вода забрала хати, поля засипало піском і намулом. Було знищено 4 лани ріллі і п'ятий лан, попівський.
Згідно з матеріалами Йосифинської метрики станом на 1787 рік у Крампній значилось 55 господарств.
У 1782 р. збудовано дерев′яну церкву св. Безср. Косми і Даміяна (пізніше відновлена в 1930 р.).

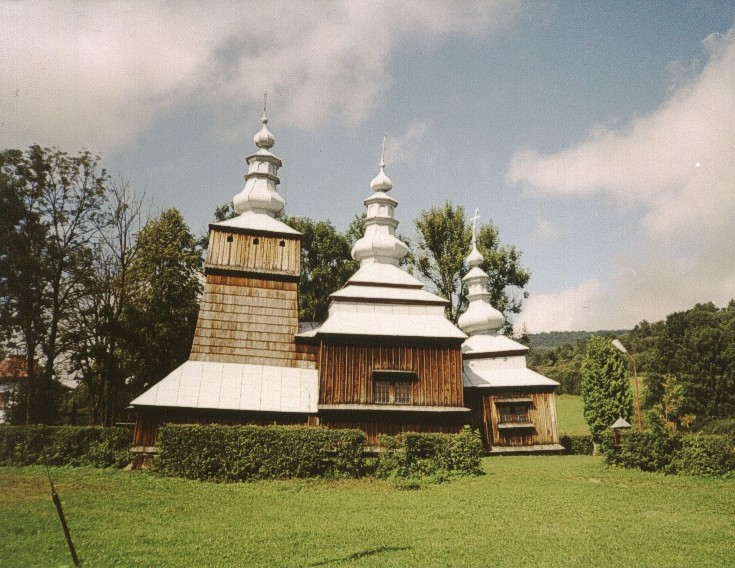
Будівля колишньої церкви у Крампні

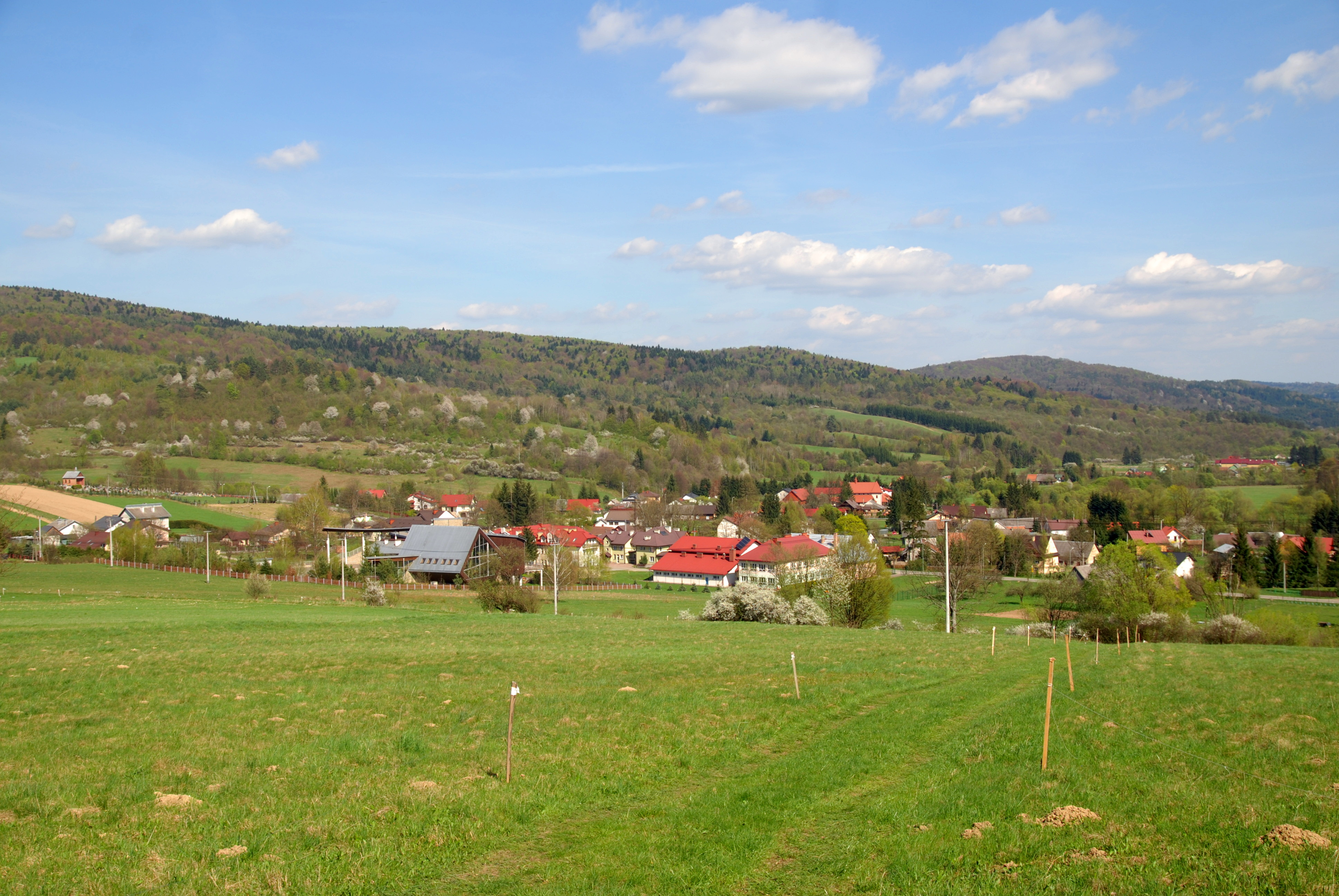
Панорама села

У 1880 році у Крампній нараховувалось близько 500 мешканців греко-католиків. У 1907 році кількість мешканців сягала 678 осіб.
До другої половини XIX ст. село було найголовнішим осередком каменярства на Лемківщині. Тут виготовляли побутові предмети, а також надгробні пам'ятники, придорожні хрести і каплички. Згодом осередок каменярства перемістився до села Бортне та сусідні села Перегонина, Бодаки, Пстружне, Вапенне, Фолюш.
Друга половина XIX ст. вписалась в історію села спалахом голоду, епідемії різноманітних хвороб. У 1849 році панувала епідемія холери, спричинена переходом російських військ до Угорщини для придушення революції. Епідемія повторилася у 1873 році. Тоді померло 92 особи, у тому числі 32 особи у Котані. У результаті епідемії дифтерії померла 21 дитина. У 1853-55 роках у селі панував голод, який забрав життя 32 осіб.
Перед Першою світовою війною до часу спалення практичного усього села Крампна була фактично містечком. Частина будинків вже тоді користувалися каналізацією. На місці теперішньої школи стояв великий паровий тартак. Школа збудована частково на його фундаменті. Один з євреїв Бергер, мав корчму на місці будинку старого «осередку здоров'я». Жителів села угорське військо вигнало з домівок у Жидівське, а двох за москвофільство заарештовано і вислано до Талергофу.
До 1945 р. в селі була греко-католицька парохія Дуклянського деканату, до якої також належали Котань і присілок Гута Крампська. Тилявська схизма незначно торкнулася Крампної, на відміну від дочірньої церкви цієї ж парафії у Котані. Станом на 1936 рік в селі проживало 535 греко-католиків, 6 православних, 36 римо-католиків і 3 юдеї, а в присілку Гута Крампська — 20 греко-католиків і 100 римо-католиків.
На 01.01.1939 тут було переважно лемківське населення: з 750 жителів села — 620 українців, 125 поляків (у присілку Гута Крампська) і 5 євреїв.
У 1945 році більшість мешканців села було переселено на схід України, решту (285 осіб) 28 травня 1947 року в ході операції «Вісла» польським військом було депортовано на понімецькі землі Польщі. Від депортації врятувалося лише чотири мішані родини і греко-католицький священик о. Іван Височанський. Він продовжував відправляти у церкві Богослужіння римо-католицького обряду для переселених з Гути Крампської поляків. Після 1956 року, коли повернулося кілька лемківських родин, священик домігся у влади дозволу і на греко-католицьку відправу. Він помер у 1982 році.
У 1957 році перемиський римо-католицький єпископат доручив ксьондзу Альфредові Мастейові обслуговувати Крампну і Котань. У 1962 році церква була закрита, а з 1968 р. перемиський біскуп Ігнаци Токарчук встановив у Крампній римо-католицьку парохію, хоча церква й далі була закрита і вимагала ремонту. Церква була зареєстрована у 1972 році і призначена для римо-католицьких Богослужінь.

### Школа і «Просвіта»
Найдавніші відомості, що стосуються існування школи у селі, відносяться до 1835 року, коли побудовано нову парафіяльну школу на лівому боці дороги до Полян. У школі навчались як лемківські, так і польські та єврейські діти. Згідно із шкільною хронікою, у 1870 році вчителем був місцевий дяк. У 1884 році мовою викладання у школі була українська. Тоді до школи ходило 70-90 дітей. Під час ПСВ будинок школи був спалений угорцями.
У 1920 році у громадському будинку відкрито народну школу з польською мовою навчання. Запроваджені також лекції української мови. У 1933 році з ініціативи війта Крампної Івана Решетаря розпочато будову нової школи з трьома класними кімнатами і помешкання для трьох вчителів. Будівництво завершилось у 1936 році. У школі навчалось понад 90 дітей. Поруч з польською мовою, навчання велося і лемківською говіркою.
У міжвоєнний період у Крампній активно працювала «Просвіта», особливо з молоддю, що спричинило її закриття польською владою. Політика полонізації національних меншин спричинилось до вагомих полонізаціних тенденцій серед лемків, які почали асимілюватись у польському оточені. У школі було дозволено лише обмежену кількість лекцій лемківської говірки. Вчителями переважно були поляки.
Після приходу під час ДСВ німецької адміністрації у село прибула українська делегація, яка заклала основи праці на українській національній платформі. У місцевих урядах і школах запроваджувалась українська мова. В управлінні міліції працювало 12 українських функціонерів під керівництвом німецького коменданта. Виникли і посилили свою діяльність польські та лемківсько-радянські підпільні осередки. Це значно погіршило лемківсько-польські відносини. Мали місце вбивства української інтелігенції, зокрема греко-католицьких священиків. 8 листопада 1943 року був вбитий греко-католицький церковний діяч, дуклянський декан о. Степан Шалаш.
Після війни відремонтовано будинок школи, поновився навчальний процес, а навчання переведено на польську мову. У липні 1946 року будинок школи і будинок міліцейського управління були спалені.

### Перелік господарств
- Станом на 1787 рік у селі нараховувалось 55 господарств (згідно з Йосифинською метрикою):

1) Тимко, 2) Кушвара Яцко, 3) Кушвара (Кучвара) Лешко, 4) ДАнко, 5) Григорій, 6) Василь, 7) Антон, 8) Дмитро, 9) Поповчак Петро, 10) Галечко Павло, 11) Стефан, 12) Когут Іван, 13) Когут Михайло 14) Микола, 15) Платко Тимко, 16) Платко Федір, 17) Кобеляк Іван, 18) Стащак Теодор, 19) Кривчицький Василь, 20) Лигус Гриць, 21) Зозуля Іван, 22) Бованко Іван, 23) Чаклош Гриць, 24) Гудак Василь, 25) Лешко, 26) Прочко Іван, 27) Прочко Юрко, 28) Пухир Тимко, 29) Пухир Михайло, 30) Галечко Павло, 31) Мишківський Матвій, 32) Шквір Лука, 33) Шквір Лешко, 34) Том'як Семен, 35) Сипляк Федір, 36) Сипляк Василь, 37) Семен, Василь, 38) Теодор, 39) Кобиляк Гриць, 40) Кобиляк Михайло, 41) Фецьо, 42) Гащик Данко, 43) Гащик Тимко, 44) Цімко Данко, 45) Стефан, 46) Тимко, 47) Дичко Павло, 48) Дичко Гриць, 49) Марко Андрій, 50) Малиновський Михайло, 51) Бендаш Гриць, 52) Філь Михайло, 53) Марчак Іван, 54) Палайда Гнат, 55) Мирдиш Гриць.
У 1975-1998 роках село належало до Кросненського воєводства.

## Видатні люди
У селі народився Іван Константинович (1821–1889) — автор праці «Описание икон по церквах русских в столичном граде Львове» (1858)

## Демографія
Демографічна структура станом на 31 березня 2011 року:
|          | Загалом | Допрацездатний вік | Працездатний вік | Постпрацездатний вік |
| -------- | ------- | ------------------ | ---------------- | -------------------- |
| Чоловіки | 284     | 66                 | 200              | 18                   |
| Жінки    | 249     | 50                 | 164              | 35                   |
| Разом    | 533     | 116                | 364              | 53                   |